# These Are the Ways
«These Are the Ways» es una canción interpretada por la banda estadounidense Red Hot Chili Peppers, publicada el 31 de marzo de 2022 como el segundo sencillo de su duodécimo álbum de estudio, Unlimited Love.

## Video musical
Un videoclip dirigido por Malia James y con la participación de Dina Shihabi, fue publicado simultáneamente con el sencillo. El video muestra a Anthony Kiedis liderando a los policías en una persecución salvaje a través de patios traseros, fiestas en casas, dentro y fuera de apartamentos y frente a paparazzis después de robar artículos de una tienda de conveniencia. La esposa de Flea, Melody Ehsani, también hace una aparición en el video.

## Interpretaciones en vivo
La canción hizo su debut en vivo el 1 de abril de 2022 en Jimmy Kimmel Live!.

## Créditos
Red Hot Chili Peppers
- Anthony Kiedis – voz principal
- Flea – bajo eléctrico
- Chad Smith – batería
- John Frusciante – guitarras, coros

## Posicionamiento
| Gráfica (2022)                                          | Pico de posición |
| ------------------------------------------------------- | ---------------- |
| Países Bajos (Netherlands Single Tip)                   | 29               |
| Nueva Zelanda (Recorded Music NZ)                       | 17               |
| Estados Unidos (Billboard Hot Rock & Alternative Songs) | 38               |